# Phillips (maison de vente)
Pour les articles homonymes, voir Phillips.
Phillips est une maison de vente aux enchères installée à Londres, et fondée en 1796. Elle fait partie des dix premières maisons de vente au niveau mondial (2016).

## Historique
La société est fondée en 1796 par Harry Phillips, un ancien agent de James Christie, le fondateur de Christie's. Pour promouvoir ses activités, il a l'idée d'organiser des réceptions avant les ventes. À sa mort en 1840, son fils William prend la succession, la société devenant Phillips & Son en 1879, puis Phillips, Son & Neale avec l'arrivée de son gendre Frederick Neale dans l'entreprise. Elle se dote d'un réseau de salles de ventes aux enchères dans toutes les Îles britanniques.
En 1999, l'entreprise, alors numéro 3 mondial des ventes aux enchères, est acquise par le groupe LVMH - Moët Hennessy Louis Vuitton et son PDG Bernard Arnault. Cette acquisition intervient dans un contexte de rivalité avec François Pinault, qui a acquis Christie's l'année précédente. Il fusionne en 2000 la société avec celle des marchands d'art genevois Simon de Pury et Daniela Luxembourg, dont la galerie spécialisée dans les Impressionnistes et l'art moderne est installée à Zurich. Ils ambitionnent d'en faire le leader dans le domaine du marché de l'art. En 2001, après de lourdes pertes, il cède la plupart de ses activités au Royaume-Uni à sa rivale Bonhams, une autre maison de vente londonienne, et Simon de Pury conserve ses activités à New York et un bureau à Londres. Dès 2002, LVMH cède la majorité de sa participation dans le groupe à ses associés de Pury et Luxembourg, n'obtenant pas les gains escomptés.
En 2008, Phillips de Pury & Company cède la majorité de sa participation dans l'entreprise au Groupe Mercury, une société de vente de produits de luxe russe. Cette dernière prend le contrôle total de la société en janvier 2013. Elle installe un nouveau siège à New York au 450 Park Avenue et déplace son siège londonien au 30 Berkeley Square.

## Activités
La maison de vente aux enchères est spécialisée dans les domaines de l'art contemporain, la photographie, le design, les montres et les bijoux. Elle organise aussi des ventes privées et du conseil pour ses clients. Ses salles de ventes sont installées à Londres, New York, Genève et Hong Kong. Le volume de ses ventes atteint 708,8 millions de dollars en 2017 dont 625,4 millions de dollars en ventes aux enchères. En 2016, ses revenus atteignaient 346 millions de dollars pour 3 269 lots vendus, ce qui en fait la sixième maison de vente mondiale.